# Trevor Pyke
Trevor Pyke (* 1932 in Hendon, Middlesex, England; † 1997 in Chichester, West Sussex, England) war ein britischer Tonmeister.

## Leben
Pyke begann seine Karriere Mitte der 1950er Jahre und arbeitete bis 1989 an 44 Spielfilmen, darunter Das Boot, 1984 und Die unendliche Geschichte. 1983 war er für Das Boot gemeinsam mit Milan Bor und Mike Le Mare für den Oscar in der Kategorie Bester Ton nominiert, der Preis ging in diesem Jahr jedoch an Steven Spielbergs Science-Fiction-Film E.T. – Der Außerirdische. Daneben war er auch an Fernsehproduktionen tätig, so unter anderem an den britischen Fernsehserien Gene Bradley in geheimer Mission und Die Profis.
Pyke zog sich 1989 vom Film- und Fernsehgeschäft zurück und starb 1997 im Alter von 65 Jahren in Chichester, West Sussex.

## Filmografie (Auswahl)
- 1966: Der Schatz des Davey Jones (Davy Jones’ Locker)
- 1970: Das Durchgangszimmer (Connecting Rooms)
- 1974: Ein Unbekannter rechnet ab (And Then There Were None)
- 1975: Alfie, der liebestolle Schürzenjäger (Alfie Darling)
- 1977: Orca – Der Killerwal (Orca)
- 1981: Das Boot
- 1984: 1984 (Nineteen Eighty-Four)
- 1984: Die unendliche Geschichte
- 1985: Der Märchenprinz (The Frog Prince)
- 1985: In guten und in schlechten Zeiten (Mesmerized)
- 1989: Der Koch, der Dieb, seine Frau und ihr Liebhaber (The Cook, the Thief, His Wife & Her Lover)

## Auszeichnungen (Auswahl)
- 1983: Oscar-Nominierung in der Kategorie Bester Ton für Das Boot